# 私を創るのは私/全然起き上がれないSUNDAY
「私を創るのは私/全然起き上がれないSUNDAY」（わたしをつくるのはわたし/ぜんぜんおきあがれないサンデー）は、2019年11月20日にアップフロントワークス（hachamaレーベル）から発売、および配信されたアンジュルムの10枚目のシングル。

## 概要
- 2期メンバーである中西香菜（2019年12月卒業）、3期メンバーである室田瑞希（2020年3月卒業）、7期メンバーである太田遥香（2020年2月より活動を休止、10月をもってグループを脱退）にとっては最後の参加シングルとなった。
- 8期メンバーである橋迫鈴初参加シングル。
- アンジュルムのシングルにつんく制作の楽曲が収録されるのは21stシングル『恋ならとっくに始まってる』以来3年7か月、6作ぶりである[注釈 2]。
- 2019年9月25日にグループを卒業した2期メンバーの勝田里奈は通常盤Aに収録されているソロ曲『とっておきのオシャレをして』のみに参加している。また、リリースに先駆けて同曲が9月16日よりiTunes Storeにて先行配信された[5]。
- 初回生産限定盤A・B・スペシャル（以下SP）、通常盤A・Bの5形態での発売。SPを含む初回生産限定盤はCD+DVD、通常盤はCDのみの商品構成。初回生産限定盤SPのみ『イベント抽選シリアルナンバーカード』が封入されている。通常盤の初回仕様のみ、トレカサイズ生写真ソロ11種+集合1種よりランダムにて1枚封入（通常盤Aは「私を創るのは私」Ver.、通常盤Bは「全然起き上がれないSUNDAY」Ver.）。

## チャート成績
グループ結成以来初のオリコン週間チャート1位を獲得した（スマイレージ時代を含めて2009年4月の結成から約10年半、メジャーデビューシングル発売から9年半で達成）。売上枚数もグループ過去最高となり、これまで最高だった「次々続々/糸島Distance/恋ならとっくに始まってる」の売上枚数を超えた。

## 収録曲

### 初回生産限定盤A・B・SP
1. 私を創るのは私
作詞：井筒日美、作曲・編曲：KOUGA
2. 全然起き上がれないSUNDAY
作詞・作曲：つんく、編曲：江上浩太郎
3. 私を創るのは私（Instrumental）
4. 全然起き上がれないSUNDAY（Instrumental）

### 初回限定盤DVD
- A
  - 私を創るのは私（Music Video）

- B
  - 全然起き上がれないSUNDAY（Music Video）

- SP
  - 私を創るのは私（Dance Shot Ver.）
  - 全然起き上がれないSUNDAY（Dance Shot Ver.）

### 通常盤A
1. 私を創るのは私
2. 全然起き上がれないSUNDAY
3. とっておきのオシャレをして / 勝田里奈
作詞：福田花音、作曲・編曲：石井浩平
4. 私を創るのは私（Instrumental）
5. 全然起き上がれないSUNDAY（Instrumental）
6. とっておきのオシャレをして（Instrumental）

### 通常盤B
1. 私を創るのは私
2. 全然起き上がれないSUNDAY
3. 明晩、ギャラクシー劇場で / アンジュルム
作詞：shungo.、作曲：星部ショウ、編曲：鈴木俊介
4. 私を創るのは私（Instrumental）
5. 全然起き上がれないSUNDAY（Instrumental）
6. 明晩、ギャラクシー劇場で（Instrumental）

## リリース日一覧
| 地域 | リリース日     | レーベル               | 規格                 | カタログ番号                                      |
| ---- | -------------- | ---------------------- | -------------------- | ------------------------------------------------- |
| 日本 | 2019年9月16日  | UP-FRONT WORKS         | ダウンロードシングル |                                                   |
| 日本 | 2019年11月20日 | hachama/UP-FRONT WORKS | CDマキシシングル+DVD | HKCN-50621～2（初回生産限定盤A）                  |
| 日本 | 2019年11月20日 | hachama/UP-FRONT WORKS | CDマキシシングル+DVD | HKCN-50623～4（初回生産限定盤B）                  |
| 日本 | 2019年11月20日 | hachama/UP-FRONT WORKS | CDマキシシングル+DVD | HKCN-50625～6（初回生産限定盤SP）                 |
| 日本 | 2019年11月20日 | hachama/UP-FRONT WORKS | CDマキシシングル     | HKCN-50627（通常盤A）                             |
| 日本 | 2019年11月20日 | hachama/UP-FRONT WORKS | CDマキシシングル     | HKCN-50628（通常盤B）                             |
| 日本 | 2019年11月20日 | hachama/UP-FRONT WORKS | ダウンロードシングル | HKCN-50628（LC-AAC、通常版Bに準拠）               |
| 日本 | 2019年11月20日 | hachama/UP-FRONT WORKS | ダウンロードシングル | HKCN-50628-HR（FLAC・96kHz/24bit、通常版Bに準拠） |

## 参加メンバー
- 2期：中西香菜、竹内朱莉、勝田里奈[注釈 3]
- 3期：室田瑞希、佐々木莉佳子
- 4期：上國料萌衣
- 5期：笠原桃奈
- 6期：船木結、川村文乃
- 7期：太田遥香、伊勢鈴蘭
- 8期：橋迫鈴